# Rosenflockel
Rosenflockel (Eutrochium purpureum) är en art i familjen korgblommiga växter från sydöstra Kanada till nordcentrala och östra USA. Arten odlas som trädgårdsväxt i Sverige.
Växten är en mångformig, flerårig ört som kan bli 2 meter hög. Stjälkarna är vanligen fyllda eller något ihåliga vid basen, de är oftast gröna med mörkt purpurfärgade noder, mer sällan helt purpurgröna eller djupt purpur. Mot basen är stjälkarna kala, mot toppen glandelhåriga. Bladen är kransställda och sitter 3–5 tillsammans, de är vanligen smalt äggrunda, oftast (7–)9–26(–30) × (2.5–)3–15(–18) cm. Bladkanterna är sågade. Blomkorgarna sitter i konvexa, sammansatt kvastlika blomställningar. Blomkorgarna är vanligen purpurfärgade med 4-8 blommor i varje. Kronorna varierar i färg från blekt rosa till purpuraktiga.
Två varieteter erkänns:
- var. purpureum – bladundersidorna är vanligen kala eller ibland håriga längs de stora nerverna.
- var. holzingeri – bladundersidorna är tätt ulliga.

## Sorter
- 'Joe White' – en vitblommande sort som hittades av Richard Saul i norra Georgia, USA. Sorten har relativt rent vita blommor.
- 'Little Red' – en lågväxande sort som endast blir 120 cm hög. Stjälkarna är purpurröda.

## Synonymer
var. purpureum
- Cunigunda purpurea (L.) Lundell
- Eupatoriadelphus purpureus (L.) R. M. King & H. Robinson
- Eupatorium amoenum Pursh
- Eupatorium falcatum Michaux
- Eupatorium fuscorubrum Walt.
- Eupatorium harnedii E.S.Steele ex Harned
- Eupatorium maculatum var. amoenum (Pursh) Britton
- Eupatorium purpureum L.
- Eupatorium purpureum f. amoenum (Pursh) Voss
- Eupatorium purpureum f. anomalum (Vict.) B.Boivin
- Eupatorium purpureum f. decolor F.Seym.
- Eupatorium purpureum f. depressum Jenn.
- Eupatorium purpureum f. falcatum (Michaux) Voss
- Eupatorium purpureum f. faxonii (Fernald) B.Boivin
- Eupatorium purpureum f. laciniatum Jenn.
- Eupatorium purpureum f. tegulosum (B.Boivin) B.Boivin
- Eupatorium purpureum f. trifoliatum (L.) Voss
- Eupatorium purpureum var. album Barratt ex A.W.Wood
- Eupatorium purpureum var. amoenum (Pursh) A.Gray
- Eupatorium purpureum var. falcatum (Michaux) Britton
- Eupatorium purpureum var. faxonii Fernald
- Eupatorium purpureum var. ovatum A.W.Wood
- Eupatorium purpureum var. verticillatum A.W.Wood
- Eupatorium trifoliatum L.
- Eupatorium trifoliatum Luce
- Eupatorium trifoliatum var. amoenum Farwell

var. holzingeri  (Rydberg) E.E.Lamont
- Eupatorium holzingeri   Rydberg
- Eupatorium purpureum var. holzingeri  (Rydberg) E.E.Lamont